# デンツプライ賞
デンツプライ賞（デンツプライしょう）は国内歯科学会において、歯科学の発展に寄与する優れた研究発表に対し贈られる学術奨励賞。
2014年現在、7つの学会、公益社団法人日本補綴歯科学会、一般社団法人日本歯科麻酔学会、一般社団法人日本小児歯科学会、日本歯科医学教育学会、公益社団法人日本口腔インプラント学会、日本歯科審美学会、日本歯内療法学会）において実施された。
受賞者

## 2014年度

### 公益社団法人日本補綴歯科学会
- 『短縮歯列への補綴介入に関する多施設共同研究 -咀嚼能力への治療効果-』 東京医科歯科大学大学院歯学総合研究科口腔機能再構築学講座部分床義歯補綴学分野 笛木 賢治
- 『CAD/CAM法による大臼歯硬質レジンジャケットクラウンの強度試験』 東北大学大学院歯学研究科口腔修復学講座分子・再生補綴学分野 原田 章生
- 『ラット実験モデルを用いたインプラント周囲粘膜炎の解析』 九州大学大学院歯学研究院口腔機能修復学講座クラウンブリッジ補綴学分野 首藤 崇裕
- 『長期飼育における粉末食のマウス糖代謝機構への影響と行動異常の誘発に関する研究』 東北大学大学院歯学研究科口腔機能形態学講座加齢歯科学分野 千葉 航
- 『チタンのカルシウム水熱処理による上皮封鎖性の向上』 九州大学大学院歯学研究院口腔機能修復学講座インプラント・義歯補綴学分野 大城 和可奈
- 『閉塞型睡眠時無呼吸症候群と睡眠時ブラキシズム発現の関連性』 北海道大学病院高次口腔医療センター顎関節治療部門 斎藤 未來

### 一般社団法人日本歯科麻酔学会
- 『ラット三叉神経節細胞の立体三次元構築』 松本歯科大学歯科麻酔学講座 石井 麻依子
- 『遊離脂肪酸受容体FFAR1を介した気管平滑筋収縮促進作用』 東北大学大学院歯学研究科歯科口腔麻酔学分野 水田 健太郎
- 『意図的レミフェンタニル濃度維持による、静穏な全身麻酔からの覚醒』 東京医科歯科大学大学院医歯学総合研究科 麻酔・生体管理学講座 小長谷 光
- 『下顎骨骨髄炎後の下歯槽神経の変性の高磁場MRIによる解析』 新潟大学大学院医歯学総合研究科口腔生命科学専攻顎顔面再建学講座歯科麻酔学分野 准教授 照光 真

### 一般社団法人日本小児歯科学会
- 『転写因子NK-κBに よる骨代謝調節機構の解明と小児続発性ステロイド性骨粗鬆症治療への応用』 九州歯科大学口腔機能発達学分野 谷口 礼
- 『S1c39a13/Zip13ノックアウトマウスにみられる象牙質形成異常に対する組織形態学的研究』 鶴見大学歯学部小児歯科学講座 宗正 隆明
- 『口腔組織由来細胞の初代培養法の検討とその細胞由来iPS細胞に関するリプログラミング・分化誘導制御』 新潟大学大学院医歯学総合研究科口腔生命科学専攻口腔健康科学講座小児歯科学分野 村上 智哉

### 公益社団法人日本口腔インプラント学会
- 『脂肪由来スフェロイドの三次元的分化誘導による骨再生の試み』 東京医科歯科大学大学院医歯学総合研究科口腔機能再構築学講座インプラント・口腔再生医学分野 中田 秀美
- 『教育用ツールとしての口腔インプラント手術シミュレーターの開発』 東京歯科大学解剖学講座 木下 英明
- 『移植に安全なiPS細胞技術を基盤とした新規骨増生術の開発』 大阪大学大学院歯学研究科クラウンブリッジ補綴学分野 萱島 浩輝
- 『インプラント周囲骨吸収に関する臨床的検討』 東京医科歯科大学大学院医歯学総合研究科口腔機能再構築学講座インプラント・口腔再生医学分野 淵上 慧

### 日本歯科医学教育学会
- 『Development and Evaluation of a New Dental Model at Tokyo Medical & Dental University for the Practice of Periodontal Pocket Probing』 東京医科歯科大学大学院医歯学総合研究科教育メディア開発学分野 須永 昌代
- 『臨床実習・臨床研修連携ログブックの電子化 第4報 臨床実習と臨床研修の連携』 大阪大学歯学部附属病院口腔総合診療部 准教授 長島 正

### 日本歯科審美学会
- 『口元トータルビューティーに関する研究 第2報』 昭和大学歯学部保存学講座 美容歯科顎部門 松尾 涼子

## 2013年度

### 公益社団法人日本補綴歯科学会
- 『全部床義歯における片側性咬合平衡の得られる領域に関する形態計測的分析』  岡本歯科医院 岡本 信
- 『ジルコニアオールセラミッククラウンの臨床調査報告』  東北大学大学院歯学研究科口腔システム補綴学分野 工藤 桃子
- 『リンパ管形成不全と顎骨壊死』  ミシガン大学歯学部生物材料科学講座補綴科 黒嶋 伸一郎
- 『睡眠時ブラキシズムのクレンチング時における顎位と咬筋活動の検討』  徳島大学大学院HBS研究部咬合管理学分野 鈴木 善貴
- 『毛包に存在する神経堤由来細胞を用いた骨芽細胞の分化誘導』  昭和大学歯学部歯科補綴学教室 森澤 絵里
- 『日中のバイオフィードバック訓練が夜間のブラキシズムに及ぼす抑制効果について』  明海大学歯学部機能保存回復学講座歯科補綴学分野 佐藤 雅介

### 一般社団法人日本歯科麻酔学会
- 『脳室内Brain-Derived Neurotrophic Factor誘導剤、4-Methylcatechol (4-MC)による痛覚 - 情動異常改善作用』  山口大学大学院医学系研究科高次神経情報科学教室 福原 佳世子
- 『セボフルランポストコンディショニングの虚血心筋保護効果にはオートファジーの誘導が必要である』  大阪歯科大学歯科麻酔学講座 稲村 吉高
- 『仰臥位における頭位・開口量が嚥下機能に及ぼす影響』  大阪大学大学院歯学研究科歯科麻酔学分野 角野 公紀
- 『ミダゾラムとプロポフォールの併用による静脈内鎮静法の至適管理方法に関する回帰分析』  昭和大学歯学部歯科麻酔科学部門 増田 陸雄

### 一般社団法人日本小児歯科学会
- 『乳歯列期小児におけるガム咀嚼運動の円滑性に関する研究』  鹿児島大学大学院医歯学総合研究科小児歯科学専攻 伊藤 千晶
- 『NF-ĸB1の欠損は力学的非荷重による骨量減少を抑制する』  九州歯科大学大学院歯学研究科口腔機能発達学専攻 中村 仁美
- 『咬合様式の違いが咀嚼筋の神経筋合部のアセチルコリン受容体（AChR）クラスター形成に及ぼす影響の解明』  鶴見大学歯学部大学院歯学研究科 小児歯科学専攻 森 愛美
- 『Porphyromonas gulaeの filmA型の分布と歯周病原生に関する検討』  岡山大学大学院医歯薬学総合研究科小児歯科学専攻 山崎 由衛

### 公益社団法人日本口腔インプラント学会
- 『要介護高齢者におけるインプラント治療経験者の口腔内状況に関する疫学調査』  大阪大学大学院歯学研究科歯科補綴第二教室 木村 達
- 『上顎洞底挙上術を併用したインプラント治療の予後』  東京医科歯科大学医歯学総合研究科インプラント・口腔再生医学分野 鶴見 和久
- 『吸収性ハイドロキシアパタイトファイバーと非吸収性ハイドロキシアパタイトバーティクルの骨増生の比較』  東京医科歯科大学医歯学総合研究科インプラント・口腔再生医学分野 藤井 政樹
- 『インシュリン様成長因子-Iを用いたインプラント周囲における上皮封鎖性の向上』  九州大学大学院歯学研究院インプラント・義歯補綴学分野 熱田 生

### 日本歯科医学教育学会
＜優秀論文賞＞
- 『A Problem-Based Learning Tutorial for Dental Students Regarding Elderly Residents in a Nursing Home in Japan』   徳島大学大学院ヘルスバイオサイエンス研究部咬合管理学分野 教授 松香 芳三

### 日本歯科審美学会
- 『BTA (Biological Tissue Adaptation)テクニックを用いたラミネートベニアにより歯並びを整えた症例』  フォーラムデンタルクリニック 院長 坪田 健嗣

### 日本歯内療法学会
- 『歯内治療における術後疼痛の分析-感染根管治療における術後疼痛の発生頻度に影響を与える因子の解析』  九州歯科大学歯髄疾患制御学分野 吉永 雅人

## 2012年度

### 特定非営利活動法人日本歯科保存学会
- 『高出力LED照射器がデュアルキュア型レジンセメントの硬さに与える影響』  新潟大学大学院医歯学総合研究科口腔生命科学専攻口腔健康科学講座 う蝕学分野 渡部 平馬
- 『赤外線サーモグラフィを用いた歯根破折診断法の開発』 大阪大学大学院歯学研究科口腔分子感染制御学講座 松下 真美
- 『Porphyromonas gingivalis感染マウスモデルにおける炎症応答へのNKT細胞の関与』    新潟大学大学院医歯学総合研究科 超域学術院 青木 由香莉

### 日本歯科審美学会
- 『歯の明度とオフィスホワイトニングの効果に各種因子が及ぼす影響』  東京医科歯科大学大学院口腔機能再構築系摂食機能保存学講座う蝕制御学分野 准教授 大槻 昌幸

### 社団法人日本補綴歯科学会
- 『有限要素解析と応答曲面による全部床義歯の人工歯排列の検討』    北海道大学大学院歯学研究院口腔機能学講座口腔機能補綴学教室 高山 芳幸
- 『歯槽骨の変化と種々の支台築造による光弾性解』    東京医科歯科大学大学院摂食機能保存学講座摂食機能保存学分野 遊佐 耕一郎
- 『骨代謝マーカーを用いたオッセオインテグレーション過程における骨動態の検討』    大阪大学大学院歯学研究科統合機能口腔科学専攻顎口腔機能再建学講座歯科補綴学第二分野 香川 良介
- 『睡眠時ブラキシズム頻度と末梢セロトニントランスポーター輸送能との関連』    岡山大学大学院医歯薬学総合研究科インプラント再生補綴学分野 水口 一
- 『腫瘍形成を回避したiPS細胞の骨芽細胞分化誘導法 – 自己細胞由来骨移植材料に向けて』    大阪大学大学院歯学研究科統合機能口腔科学専攻顎口腔機能再建学講座クラウンブリッジ補綴学分野 萱島 浩輝
- 『縦断調査からみた地域高齢者の歯列欠損形態と咀嚼能力の経年変化』    新潟大学大学院医歯学総合研究科口腔生命科学専攻顎顔面再建学講座包括補綴学分野 佐藤 直子

### 一般社団法人日本歯科麻酔学会
- 『気管平滑筋におけるドーパミンD1受容体の発現と気管平滑筋弛緩作用』    東北大学大学院歯学研究科歯科口腔麻酔学分野 水田 健太郎
- 『損傷末梢神経の異常再生に対する高磁場MRIによる水分子の拡散画像解析』     新潟大学大学院医歯学総合研究科口腔生命科学専攻顎顔面再建学講座歯科麻酔学分野 照光 真
- 『健常成人を対象としてNK1受容体拮抗薬が報酬機能に及ぼす作用の検討:fMRI研究』     東京医科歯科大学大学院医歯学総合研究科麻酔・生体管理学分野 佐治 可奈子
- 『fMRIによる精神鎮静法時における脳機能画像変化の検討-聴覚性課題負荷による検討』    岩手医科大学歯学部口腔外科学講座歯科麻酔学分野 四戸 豊

### 一般社団法人日本小児歯科学会
- 『Regeneration of dental pulp following pulpectomy by fractionated stem/progenitor cells from bone marrow and adipose tissue』愛知学院大学歯学部小児歯科学講座 石坂 亮
- 『Roles of salivary components in Streptococcus mutans colonization in a new model using NOD/SCID.e2f1-1- mice』日本大学松戸歯学部小児歯科学講座 伊藤 龍朗
- Comparison of B-adrenergic and glucocorticoid signaling on clock gene and osteblast-related gene expressions in human osteoblast』愛知学院大学歯学部小児歯科学講座 河本 新太郎
- 『Kruppel-like factor 4 regulates membranous and endochodral ossification』大阪大学大学院歯学研究科分子病態口腔科学専攻口腔分子感染制御学講座小児歯科学分野 道上 郁美

### 日本歯科医学教育学会
＜優秀論文賞＞
- 『Graduate and undergraduate geriatric dentistry education in a selected dental school in Japan』   昭和大学歯学部高齢者歯科学講座 准教授 北川 昇

＜教育システム開発賞＞
- 『医療面接スキルに対するバーチャルペーシェントシステムの有効性』   昭和大学歯学部 歯科補綴学講座 准教授 菅沼 岳史

### 公益社団法人日本口腔インプラント学会
- 『形状記憶合金メッシュを用いた骨膜伸展骨形成法の検討』九州歯科大学顎顔面外科学講座形態機能再建学分野 山内 健介
- 『アバットメント連結様式の差異がアバットメントスクリューと周囲骨に及ぼす力学的影響の解析』大阪大学大学院歯学研究科統合機能口腔科学専攻顎口腔機能再建学講座歯科補綴第一教室 山西 康文
- 『細菌検査を用いたインプラント治療の予後評価に関する後ろ向き症例集積研究』東京医科歯科大学大学院医歯学総合研究科顎顔面頸部機能再建学系専攻顎顔面機能修復学講座顎顔面外科学分野 土永 浩史
- 『閉経後女性における骨代謝マーカー検査とインプラント周囲骨吸収の比較検討』東京歯科大学口腔インプラント学講座 佐々木 穂高

### 日本歯内療法学会
- 『垂直性歯根破折歯の診査診断による早期発見法』   八ヶ岳歯科 院長 天川 丹

## 2011年度

### 特定非営利活動法人日本歯科保存学会
- 『ラット炎症歯髄に対する薬物輸送担体の遺伝子発現解析』    新潟大学大学院医歯学総合研究科口腔生命科学専攻口腔健康科学講座う蝕学分野  大倉 直人
- 『ヒト歯肉上皮細胞のケモカイン産生におけるinterleukin(IL)-17の関与』    新潟大学大学院医歯学総合研究科口腔生命科学専攻摂食環境制御学講座 歯周診断・再建学分野 高橋 直紀
- 『セルフエッチングシステムを用いる前のエナメルエッチングは有効か-ナノスケール界面観察によるnano-interactionとresin-smear complexの明示化-』    岡山大学大学院医歯薬学総合研究科 インプラント再生補綴学分野 峰 篤史
- 『軽度の熱刺激は歯髄由来細胞株の致死的な熱刺激への耐性を誘導する』   福岡歯科大学口腔治療学講座 歯科保存学分野 諸冨 孝彦
- 『歯周炎関連血清タンパク質のプロテオーム解析』   新潟大学大学院医歯学総合研究科口腔生命科学専攻摂食環境制御学講座 歯周診断・再建学分野 横山 智子

### 日本歯科審美学会
- 『加齢に伴う天然歯の色空間について』   岩手医大学歯学部歯科補綴学講座冠橋義歯補綴学分野 横山 典子

### 社団法人日本補綴歯科学会
- 『新規粒度解析による食品種に依存しない咀嚼能力評価法 -高齢者の食形態診断に向けて-』   岡山大学大学院医歯薬学総合研究科咬合・有床義歯補綴学分野 杉本 恭子
- 『Stability and Stress Analysis of a Posterior Resin-bonded Fixed Partial Denture with Different Retainer Designs: A 3D Finite Element Study』   日本歯科大学生命歯学部 歯科補綴学第II講座 Jie Lin
- 『筋電図連続記録による日中と夜間の咀嚼筋筋活動の比較   岩手医科大学歯学部歯科補綴学講座冠橋義歯補綴学分野 田邉 憲昌
- 『メカニカルストレスに対する破骨細胞の反応にカルシウムの流入が関与している』  広島大学大学院医歯薬学総合研究科口腔健康科学講座口腔生物工学分野 岡崎 昌太
- 『MPCポリマーによる義歯床表面へのS. mutansバイオフィルム形成抑制』  昭和大学歯学部歯科補綴学教室 高橋 那奈
- 『機能的な歯の再生-再生歯ユニットによる歯・歯周組織の包括的再生と生理機能の回復』  東京理科大学・総合研究機構 大島 正充

### 一般社団法人日本歯科麻酔学会
- 『経口用ミダゾラム封入りポソームの開発』   岡山大学病院 歯科麻酔科 友安 弓子
- 『下歯槽神経損傷におけるIL-18の発現増加とアロディニア』   大阪歯科大学歯科麻酔学講座 大郷 英里奈
- 『静脈内鎮静が脳循環調節機能に及ぼす影響〜プロポフォールとミダゾラムの比較〜』   日本大学医学部社会医学系衛生学分野 小川 洋二郎
- 『術前不安によるプロポフォール必要量増加に対するフェンタニルの効果』   東京歯科大学歯科麻酔学講座 講師 間宮 秀樹

### 一般社団法人日本小児歯科学会
- 『Fused Teeth, Macrodontia and Increased Caries are Characteristic Features of Neurofibromatosis Type

1 Patients with NF1 Gene Microdeletion』  日本大学松戸歯学部小児歯科学講座 小林 亮介
- 『Pharyngeal Airway in Children with Prognathism and Normal Occlusion』  鹿児島大学大学院歯学総合研究科健康科学専攻発生発達成育学講座小児歯科学分野 武元 嘉彦
- 『Mineral Trioxide Aggregate Solution inhibits Osteoclast Differentiation through the Maintenance of

Osteoprotegerin Expression in Osteoblasts』  九州歯科大学健康促進科学専攻生命科学分子情報生化学分野 橋口 大輔
- 『Amino Acid Derivative-mediated Detoxification and Functionalization of Dual Cure Dental Restorative

Material for Dental Pulp Cell Mineralization』  北海道大学大学院歯学研究科小児・障害者歯科学教室 南川 元

### 日本歯科医学教育学会
<教育システム開発賞>
- 『新たな歯科臨床実習ヒト型患者ロボットシミュレーションシステム（SIMROID®）の開発』  日本歯科大学附属病院総合診療科 教授 羽村 章

### 社団法人日本口腔インプラント学会
- 『電子顕微鏡による骨補填材を充填した部位の組織学的観察法』 東京慈恵医科大学生化学教室 野本 秀材
- 『抜歯窩におけるβ-リン酸三カルシウム小顆粒の新生骨形成と吸収』 大阪歯科大学解剖学講座戸田 伊紀
- 『上顎洞外側壁における後上歯槽動脈の分布』 東京医科歯科大学大学院医歯学総合研究科インプラント・口腔再生医学分野 渡邉  武
- 『β-TCPを用いた上顎洞底挙上術の経時的体積変化の観察 - 歯科用コーンビームCTによる分析 －』 東京医科歯科大学歯学部附属病院インプラント外来 岡田 常司

### 日本歯内療法学会
- 『Mineral Trioxide Aggregateの生体機能性 - 根管象牙質への元素の移行 -』 新潟大学大学院医歯学総合研究科口腔健康科学講座う蝕学分野 韓 臨麟

## 2010年度

### 特定非営利活動法人日本歯科保存学会
- 『象牙質形成におけるDentin sialoproteinと Dentin phosphoproteinの機能解析』広島大学大学院医歯薬学総合研究科顎口腔頚部医科学講座健康増進歯学研究室 鈴木 茂樹
- 『パルス波レーザーのキャビテーション現象を応用した根管内洗浄効果』九州大学大学院歯学研究院口腔機能修復学講座歯内疾患制御学研究分野 松本 妃可
- 『グルタミン酸シグナルによる歯根膜細胞の分化制御』  大阪大学大学院歯学研究科 口腔分子免疫制御学講座 藤原 千春
- 『歯周治療における抗ジンジパイン鶏卵抗体を用いた受動免疫療法の併用効果』  日本大学歯学部歯周病学講座 准教授 菅野 直之

#### 2010年秋季大会（2010 年度春季学術大会発表分）
保存修復
- 古谷優、林美加子、恵比須繁之（大阪大学大学院歯学研究科 口腔分子感染制御学講座）. “紫外線照射による象牙質の機械的強度変化の多面的解析” (PDF). 2011年3月6日閲覧。[1]

歯内療法
- 多田浩之、根本英二、島内英俊（東北大学大学院歯学研究科 歯内歯周治療学分野）. “細胞外リン酸PitおよびERK1/2を介してヒト歯髄細胞からBMP-2を誘導する” (PDF). 2011年3月6日閲覧。[1]

歯周病
- 工藤値英子、成石浩司(岡山大学病院歯周科) 三橋千代子（トヨタ自動車） 米田哲、永田俊彦（徳島大学大学院ヘルスバイオサイエンス研究部歯周歯内治療学分野） 佐藤勉（日本歯科大学東京短期大学歯科衛生学科）、前田博史、高柴正悟（岡山大学大学院医歯薬学総合研究科歯周病態学分野）. “企業内定期健康診断における歯周病細菌に対する血清IgG抗体価検査を用いた歯周病スクリーニング効果の統計学的検討” (PDF). 2011年3月6日閲覧。[1]

### 日本歯科審美学会
- 『知覚過敏抑制材料がホームホワイトニング効果に及ぼす影響』 鶴見大学歯学部第一保存学教室 大森かをる[2]

### 社団法人日本補綴歯科学会
- 『ガイド機構を有する新しいゴシックアーチ描記装置の開発』   明海大学歯学部機能保存回復学講座歯科補綴学分野  山本 裕信
- 『漏斗状根管に対するファイバーポスト併用レジン支台築造の補強に関する研究』   鶴見大学歯学部歯科補綴学第二講座  佐々木 圭太
- 『PET/CTイメージを用いた慢性筋痛者の有痛筋組織におけるグルコース代謝解析』   岡山大学大学院医歯薬学総合研究科インプラント再生補綴学分野  前川 賢治
- 『咀嚼能率検査とQOLアンケートによる固定性インプラント義歯と部分床義歯の比較』  新潟大学大学院医歯学総合研究科生体歯科補綴学分野  川﨑 真依子
- 『リン酸三カルシウムコーティングインプラントの固着特性に関するin vivo評価』   大阪歯科大学欠損歯列補綴咬合学講座  三田 悟司
- 『口腔粘膜細胞に対する周期的圧縮刺激が破骨細胞活性に及ぼす影響』   大阪大学大学院歯学研究科顎口腔機能再建学講座歯科補綴学第一教室  明石 喜裕

### 一般社団法人日本歯科麻酔学会
- 『星状神経節ブロック時の組織酸素分圧の検討-両側オトガイ神経の比較-』   東京歯科大学歯科麻酔学講座  一戸 達也
- 『炎症性疼痛モデルにおける脊髄ヘモキニン-1の発現増加』   東京医科歯科大学大学院医歯学総合研究科疼痛制御学分野  安藤 祐子
- 『抗てんかん薬および向精神薬内服患者の静脈内鎮静法におけるBispectral Index（BIS）およびTarget Controlled Infusion

```
（TCI）の有用性』   岡山大学大学院医歯薬学総合研究科歯科麻酔・特別支援歯学分野  石井 美菜子
```

- 『塩酸デクスメデトミジンを用いた静脈内鎮静法が聴覚性記憶に及ぼす影響』   村上 加奈

### 一般社団法人日本小児歯科学会
- 『ラット臼歯の断髄法における炭酸カルシュウムの応用』  日本大学松戸歯学部小児歯科学教室  呂 朋君
- 『発達障害通院児施設における通院児の歯周病原性細菌の分布に関する検討』  大阪大学大学院歯学研究科小児歯科学専攻  仲 周平
- 『アルミノシリケートナノチューブ（イモゴライト）のバイオ応用に関する基礎研究』  北海道大学大学院歯学研究科小児歯科学分野 石川 紘佑

### 日本歯科医学教育学会
＜優秀論文賞＞
- 『学生の心理特性とシミュレーションテストによる歯周病実習試験成績の関係について』  九州歯科大学口腔機能科学専攻口腔治療学講座歯周病制御再建学分野  村岡 宏祐

＜教育システム開発賞＞
- 『術者目線のオリジナル3Dムービー作成・供覧システムの開発』   東京医科歯科大学大学院医歯学総合研究科教育メディア開発学分野  須永 昌代

### 社団法人日本口腔インプラント学会
- 『骨芽細胞における持続的圧縮力により誘導されたHsp25の機能解析』 徳島大学大学院HBS研究部口腔顎顔面補綴学分野  長尾 大輔
- 『厳密な嫌気条件下におけるインプラント周囲溝の細菌叢』 北海道医療大学歯学部クラウンブリッジ・インプラント補綴学分野  田村 直
- 『動物実験モデルを用いたオッセオインテグレーション崩壊機序の検索』 新潟大学大学院医歯学総合研究科生体歯科補綴学分野  長澤 麻沙子
- 『”Bony canine triangle”の形態学的検討』 日本歯科大学生命歯学部発生再生医科学分野  井出 吉昭

### 日本歯内療法学会
- 『ニッケルチタン製回転切削器具による最適な根尖部根管形成：生態学的に配慮した機械的根管治療法の一章』港町歯科クリニック 院長 佐藤 暢也

## 2009年度

### 特定非営利活動法人日本歯科保存学会
- 『ナノテクノロジーの歯質接着への展開： 白金ナノコロイド(CPN)の応用』 北海道大学大学院歯学研究科  星加 修平
- 『ヒト乳歯歯髄由来幹細胞の特性の検討』 名古屋大学大学院医学系研究科  中村 さやか
- 『歯の再生機構解明を目指した遺伝子改変型人工歯胚作製法の開発』 大阪大学大学院歯学研究科   和田 知子
- 『Er:YAGレーザーを照射したう蝕影響象牙質へのレジン接着強さに関する研究』 岡山大学大学院医歯薬学総合研究科  大前 正範
- 『ファイバーポイントが垂直性歯根歯折に与える影響』 東京医科歯科大学大学院医歯学総合研究科  花田 隆周
- 『定期的メンテナンスはう蝕病変発生を抑制するか？』 大阪大学大学院歯学研究科  伊藤 中
- 『BMPによる骨芽細胞分化におけるNF-κBシグナルの生理的役割』 九州歯科大学  平田 志津
- 『歯周病細胞感染に起因したと考えられる化膿性肝腫瘍の1剖検例』 兵庫医科大学  大山 秀樹
- 『ゼロステップコンポジットレジン接着システムの可能性について』 朝日大学歯学部  小竹 宏朋
- 『ヒト不死化歯髄細胞とマクロファージの共存で炎症性サイトカイン産生性が亢進し、その上昇はフラボノイドによって抑制される』 広島大学大学院医歯学総合研究科 米廣 純子
- 『TGF-β1がヒト歯根膜細胞および前駆細胞の増殖および分化に及ぼす影響』 九州大学病院歯内治療科  藤井 慎介

### 日本歯科審美学会
- 『ポーセレン・ラミネート・ベニア修復歯の20年経過例』 日本歯科大学新潟生命歯学部  教授 加藤 喜郎

### 社団法人日本補綴歯科学会
- 『全部床義歯の荷重時の動態に影響する下顎無歯顎顎堤の形態的因子』北海道大学大学院歯学研究科  高山 芳幸
- 『機能時の歯根内応力に関する研究』 東京医科歯科大学大学院歯学総合研究科 岡田 大蔵
- 『低温化学合成法によるチタニアナノチューブの析出と生体適合性』 大阪歯科大学 西田 尚敬
- 『セラミックジルコニアブリッジの開発』 昭和大学歯学部歯科理工学講座  栗山 壮一
- 『持続的クレンチングが三叉神経領域における疼痛閥値に及ぼす影響』 大阪大学大学院歯学研究科 宮内 鉄平
- 『都市部一般住民における歯数とメタボリックシンドロームとの関係：吹田研究』大阪大学大学院歯学研究科  加登 聡

### 有限責任中間法人日本歯科麻酔学会
- 『3.0Tesla装置を用いた高解像度3D Volume Rendering MR Neurographyによる下歯槽神経感覚障害の評価と治療（1）その手法と

```
 異常所見』 新潟大学脳研究所統合脳機能研究センター  照光 真
```

- 『顎変形症術後痛覚過敏に及ぼす術中レミフェンタニル濃度の影響』 東京歯科大学市川総合病院  縣 秀栄
- 『μ-オピオイド受容体の細胞内internalizationおよび細胞膜へのrecyclingに対するレミフェンタニルの効果』 長崎大学医学部・歯学部附属病院歯科系診療部門  倉田 眞治
- 『プロポフォール鎮静法下での上気道開通性に与える因子について』 長崎大学大学院医歯薬顎総合研究科  小林 正人

### 有限責任中間法人日本小児歯科学会
- 『Effects of recombinase A deficiency on bilfilm formation by Streptcoccus mutans』大阪大学大学院歯学研究科 稲垣 暁子
- 『Molecular characterization of Streptcoccus mutans strains isolated from the heart valve of an infective

```
 endocarditis patient』 大阪大学大学院歯学研究科  根本 浩利
```

### 日本歯科医学教育学会
＜優秀論文賞＞
- 『Development of an International Collaborative Dental Hygiene Programme between Japan and Canada』 東京歯科大学水道橋病院  講師 齋藤 淳

＜教育システム開発賞＞
- 『VR触力覚を用いた歯科ハンドスキルシミュレーショントレーニング（第3報）システム概要と実習教育への応用』 大阪大学大学院歯学研究科  教授 壮村 泰治

### 社団法人日本口腔インプラント学会
- 『上顎無菌顎で最少のインプラントにより安定した咬合支持を得るための生体力学的条件』大阪大学大学院歯学研究科  佐野 将史
- 『細胞表面抗原を用いた口腔内組織からの骨分化可能細胞の分取』広島大学大学院医歯薬学総合研究科  鎌田 浩一

### 日本歯内療法学会
- 『抗菌ペプチドLL37によるヒト歯髄細胞の炎症性サイトカイン発現制御』広島大学大学院医歯薬学総合研究科  柴 秀樹

## 2008年度

### 特定非営利活動法人日本歯科保存学会
- 『抗菌モノマーMDPBが象牙芽繊維細胞様細胞の増殖、分化ならびに石灰化に及ぼす影響』 大阪大学大学歯学研究科 西田 万里子
- 『ラット歯髄創傷治療過程におけるMMPsの機能解析』 愛知学院大学歯学部  天野 一晴
- 『LPS誘導性骨吸収における茶カテキンの影響』 長崎大学大学院医歯薬学研究科 中村 弘隆
- 『象牙質フォスフォフォリンによる歯髄細胞の走化性促進』 北海道医療大学歯学部 安田 善之
- 『各種う蝕検知液によるう蝕除去の客観性』 大阪大学大学院歯学研究科 岩見 行晃
- 『歯髄CD31陰性SP細胞の歯髄および脳組織における神経・血管再生に対する効果の検討』 名古屋大学大学院医学系研究科 杉山 昌彦
- 『チゼル型チップを用いた高パルスEr：YAGレーザー照射による歯石除去効果』東京医科歯科大学大学院医歯学総合研究科 水谷 幸嗣
- 『根管拡大装置を用いた齲蝕象牙質選択的除去に関する基礎的研究-切削器具の違いいについて』日本大学歯学部 宇山 聡
- 『ビスフォスフォネート製剤による顎骨壊死誘導機序解明に関する研究』 神奈川歯科大学 渡部 弘隆
- 『乳酸菌含有ガムによる口腔環境改善効果』  日本大学大学院歯学研究科 瀧川 智子

### 日本歯科審美学会
- 『ホワイトニングコーディネーター制度-受講者アンケート結果-』 桑鶴歯科医院 院長 星野 睦代

### 社団法人日本補綴歯科学会
- 『アクリル系軟性裏装材が総義歯患者の咀嚼に及ぼす臨床効果-無作為割付臨床試験による検討』 日本大学松戸歯学部 篠宮 摩弥子
- 『全部床義歯の装着が無歯顎者の身体平衡に及ぼす影響-3軸加速度計を用いた歩行分析-』 東京医科歯科大学大学院医歯学総合研究科 大久保 舞
- 『咀嚼能力改善と顔面軟組織運動変化の関連について-インプラント補綴前後の検討』 九州大学大学院歯学研究院 塚野 寛久
- 『Sclerostineの生物学的骨質評価マーカーとしての可能性-骨成熟過程における局在と遺伝子発現』 岡山大学大学院医歯薬学総合研究科 完山 学
- 『Two Year's Periodontal Condition of Abutments with Magnetic and Stud-type Attachment Retained Over-dentures』 Lingyi Liu, Peking University School and Hospital of Stomatology, China
- 『Rehabilitation for a Patient with Ectodermal Dysplasia』Kyu Kim, Kyung Hee University, School of Dentistry, Korea

### 有限責任中間法人日本歯科麻酔学会
- 『マウスにおける下顎神経絞扼性損傷後の触覚閾値変化に関する研究』   新潟大学大学院医歯学総合研究科 清野 宏幸
- 『ラットC6グリア細胞株のスルフォトランスフェラーゼ遺伝子発現に及ぼすミゾダラムの影響』 鹿児島大学大学院医歯学総合研究科 糀谷 淳
- 『コンドロイチン硫酸Na添加0.75%ロピバカインの下顎大臼歯への浸潤麻酔効果の検討』 鶴見大学歯学部 笹尾 真美
- 『至適鎮静時目標血中濃度再設定法においてpropofol目標血中濃度設定値の変更幅が大きかった症例の検討』 北海道大学大学院歯学研究科 藤澤 俊明

### 有限責任中間法人日本小児歯科学会
- 『乳歯および永久歯エナメル質における再石灰化反応の相違-フッ化物塗布における影響』 愛知学院大学大学院歯学研究科  柴田 宗則
- 『咬合不全と慢性ストレス』 朝日大学歯学部 市橋 幸子
- 『Normalization of Masticatory Function of a Scissors-Bite Child with Primary Dentition: A Case Report』    鹿児島大学大学院医歯学総合研究科 稲田 絵美

### 日本歯科医学教育学会
＜奨励賞＞
- 『PBLチュートリアル教育の省力化とその評価』   昭和大学歯学部 佐藤裕二

＜教育システム開発賞＞
- 『学生のリアルタイム評価を応用した授業内容改善FDシステムの開発』 岡山大学大学院医歯薬学総合研究科 准教授 原 哲也

### 社団法人日本口腔インプラント学会
- 『β-リン酸三カルシウム（β-TCP）内への骨髄幹細胞（BMSC）導入方法と骨形成能の検討』  神戸大学大学院医学系研究科 長谷川 巧実
- 『カーボンナノチューブのGBR膜への応用』 北海道大学大学院歯学総合研究科 大堀ことは

### 日本歯内療法学会
- 『効率的な感染根管の攻略法-感染源はどこにある？-』 院長 木ノ本 喜史

## 2007年度

### 特定非営利活動法人日本歯科保存学会
- 『エナメル質の初期う蝕モデルにおける脱灰深度とQLF値との関係』     東京医科歯科大学医歯学総合研究科 中田 景子
- 『ヒト新鮮牙芽細胞の細胞間結合を介した電気信号伝播システム』     東京医科歯科大学医歯学総合研究科 池田 英治
- 『歯肉上皮細胞の免疫応答に及ぼすニコチンの影響』     大阪大学大学院歯学研究科 柏木 陽一郎
- 『象牙質知覚過敏抑制材の象牙質透過性に及ぼす影響について』     東北大学大学院歯学研究科  石渡 浩志
- 『歯髄組織の再生に関する研究』      東京医科歯科大学医歯学総合研究科 金子 友厚
- 『ヒト骨シアロタンパク質の転写に対する血小板由来成長因子（PDGF）の影響』     日本大学松戸歯学部 目澤  優
- 『象牙質接着におけるレジンの親水性の影響』     岡山大学大学院医歯薬学総合研究科生体機能再生再建学講座歯科保存修復学分野  西谷 佳浩
- 『歯髄再生を目指した歯髄幹細胞（CD31陰性SP細胞）の血管新生能の検索』     国立長寿医療センター研究所口腔疾患研究部 庵原 耕一郎
- 『ラット臼歯皮下移植後の歯槽骨再生』     松本歯科大学  細矢 明宏
- 『乾燥にともなう歯の色調変化』      鶴見大学歯学部  原田 千鶴子
- 『根管形成時に生じる象牙質の歪と亀裂』      東京医科歯科大学大学院医歯学総合研究科摂食機能保存学講座歯髄生物学分野 准教授 小林 千尋
- 『歯肉繊維芽細胞内のサイトカイン生産に関わるHLA－II分子を介した刺激伝達へのFAKの関与』  岡山大学大学院医歯学総合研究科歯周病態学分野 吉澤さゆり

### 日本歯科審美学会
- 『隣接面ポーセレンラミネートベニアにより歯間乳頭を再建させた症例』  大阪大学大学院歯学研究科統合機能口腔科学専攻顎口腔機能再建学講座口腔咬合学分野 六人部 慶彦

### 社団法人日本補綴歯科学会
- 『可撤性部分床義歯の受容に関する因子および満足度の検討』  東北大学病院 小山 重人
- 『簡易嚥下障害スクリーニングシステム法の開発：磁気センサーを用いた測定法の概要』  徳島大学大学院ヘルスバイオサイエンス研究部 本釜 聖子
- 『補綴歯科治療による咬合回復が高齢者のQOL・ADLに与えるインパクト』  大阪大学大学院歯学研究科 内田 昌範
- 『ビスフォスフォネート全身投与によるサル下顎骨の顎骨壊死』    新潟大学大学院医歯学総合研究科 田中 みか子
- 『bFGF製剤の骨髄腔内注入によるインプラント埋入部位歯槽骨壊死』    岡山大学大学院医歯薬学総合研究科 大島 正充
- 『A Comparative Study on the Retention of Implant Overdenture, according to the Shape and the Number

of Magnetic Attachment』 Dankook University Yu-Sung Choi
- 『義歯床に付与する口蓋ヒダの形態が食品認知に与える影響』    東京歯科大学  田中 綾
- 『部分義歯床下粘膜に加わる圧力の生体内多点同時測定』     東北大学大学院歯学研究科 末永 華子
- 『機能時に歯に加わる圧縮力および引張力の生体内三次元測定』     東北大学大学院歯学研究科 川田 哲男
- 『ガム咀嚼中の脳循環及び自律神経活動評価』     大阪大学大学院歯学研究科 長谷川 陽子
- 『ストレス下におけるクレンチングが自律神経系および内分泌系に及ぼす影響』    東京歯科大学有床義歯補綴学講座 田原 靖章
- 『DNAマイクロアレイ法を用いたインプラント周囲の遺伝子発現の解析』     愛知学院大学歯学部  小島則永
- 『破骨細胞分化における脱リン酸化酵素Calcineurinの関与』    大阪大学大学院歯学研究科  飯田 務
- 『Statin局所投与がインプラント周囲骨形成に及ぼす効果』     九州大学大学院歯学研究院 森山 泰子
- 『根未完成永久歯における新規間葉系幹細胞の同定』    岡山大学大学院医歯薬学総合研究科 園山 亘

### 有限責任中間法人日本歯科麻酔学会
- 『炎症組織で局所麻酔薬が効きにくい科学的背景：組織酸性化説の膜流動化麻酔機序に基づく検証』     朝日大学歯学部  上野 高広
- 『炎症・発痛関連遺伝子の三叉神経細胞における発現動態-カルモジュリンキナーゼとK+イオンチャネルの解析』     松本歯科大学大学院 姫野 勝仁
- 『口腔外科手術後の術後鎮静の患者満足度調査 - 塩酸デクスメデトミンとプロポフォールとの比較』     岡山大学大学院医歯薬学総合研究科 友安 弓子
- 『術前の不安評価における唾液中Chromograin Aおよび抹消血流量測定の有効性の検討』     広島大学大学院医歯薬学総合研究科 遠藤 千恵

### 有限責任中間法人日本小児歯科学会
- 『エナメル質初期齲蝕の再石灰化と酸性フッ素リン酸溶液のpHとの関係について』    福岡歯科大学大学院歯学研究科 何 陽介

### 日本歯科医学教育学会
＜奨励賞＞
- 『Dysphagia Management in A 3-year Dental Hygiene Education Programme in Japan』    宮城高等歯科衛生士学院 佐藤 陽子

＜教育システム開発賞＞
- 『歯学科4年生が臨床実習中の6年生に教わる臨床体験実習プログラムの開発』    東京医科歯科大学大学院医歯学総合研究科 大山 篤

### 社団法人日本口腔インプラント学会
- 『陽極酸化Ti-6A1-4V合金の表面解析』     京都インプラント研究所 山上 賢
- 『インプラントと軟組織間の機械的結合に関する検討-マイクロメッシュ構造による結合強度向上について』      東京医科歯科大学生体材料工学研究所 莇生田 整治

### 日本歯内療法学会
- 『実験的歯髄炎の自然免疫機能に関する研究』 神奈川歯科大学 教授 石井 信之

## 2006年度

### 特定非営利活動法人日本歯科保存学会
- 『コンポジットレジン修復ならびに鋳造修復の耐用年数』  長崎大学医学部歯学部附属病院臨床教育研修センター  久保 至誠
- 『FGF-2徐放性ゼラチン粒子を用いた歯髄再生療法の検討』   九州歯科大学  菊池 直樹
- 『骨髄間葉系細胞移植後の歯周組織再生過程の経時的変化』     広島大学大学院医歯薬学総合研究科 吉松 真一郎
- 『バイオフィルムとしてのヒト歯垢の薬剤耐性』     新潟大学大学院医歯学総合研究科 土田 しのぶ
- 『培養歯髄細胞におけるPattern Recognition Receptor (PRR)の発現と機能解析』     徳島大学大学院ヘルスバイオサイエンス研究部 平尾 功治
- 『エムドゲインゲルの生化学的分析による生物学的活性の比較』    鶴見大学歯学部第二歯科保存学教室 長野 孝俊
- 『象牙質う触の検知液染色域とマイクロラジオグラフィーによるミネラル密度の相関について』     東京医科歯科大学大学院医歯学総合研究科 砂子 美穂
- 『歯髄疾患を持たない歯の歯髄炎様疼痛』     兵庫医科大学歯科口腔外科学講座 長谷川 誠実
- 『無機リン酸によるマウス歯根膜細胞における石灰化及びオステオポンチン発現制御』     大阪大学大学院歯学研究科 寺島 祥充
- 『修復物の耐用年数に関するアンケート調査』     長崎大学医学部・歯学部附属病院臨床教育・研修センター 久保 至誠
- 『根尖孔外バイオフィルム構成細菌の免疫組織化学的検索』     大阪大学大学院歯学研究科  野口 展生
- 『ヒト不死化歯根膜クローン細胞におけるEMDおよびbFGFが石灰化誘導に及ぼす影響』     九州大学大学院歯学研究院 友清 淳

### 日本歯科審美学会
- 『ホームホワイトニング後の患者の満足度について第2報ホームホワイトニング1年後の調査』 東京医科歯科大学大学院医歯学総合研究科 西村 耕三

### 社団法人日本補綴歯科学会
- 『顎堤条件から検討した臼歯部人工歯の排列位置』   鶴見大学歯学部  大貫 昌理
- 『残存歯質量とポスト長がファイバーポスト併用支台築造の破折強度と様相に及ぼす影響』  鶴見大学歯学部  大祢 貴俊
- 『咀嚼に伴う食品物性変化に関わる大脳皮質活動領域』  北海道大学大学院歯学研究科  高橋 敏幸
- 『磁気センサーを用いた咬合高径測定装置の開発』   新潟大学大学院医歯学総合研究科 藤井 芳仁
- 『ガラスファイバー強化型コンポジットレジンのクラスプへの応用-その2－』    朝日大学歯学部口腔機能修復学講座 瀧田 史子
- 『要介護者口腔保健医療ケアに係るクリニカルパスの開発 第1報 口腔に関する実態調査』    新潟大学大学院医歯学総合研究科 伊藤 加代子

### 有限責任中間法人日本歯科麻酔学会
- 『塩酸デスクメデトミジンは広範囲侵害抑制性調節機構を抑制する』   東京医科歯科大学大学院医歯学総合研究科 真田 達夫
- 『ラット三叉神経傍核（Pa5)侵害受容ニューロン活動の自律神経刺激による変調』  日本大学歯学部  山崎 陽子
- 『プロフォールによる精神鎮静法の深さと嚥下反応』   新潟大学大学院医歯学総合研究科 豊里 晃
- 『ミダゾラムの至適鎮静量事前予測に関する検討-アルコール感受性、処置前の不安、ベンゾジアゼピン径薬剤常用はミダゾラム至適鎮静量に影響するか』  東京歯科大学  谷田部 純子

### 有限責任中間法人日本小児歯科学会
- 『A/WySn系統マウスにおける唇顎口蓋裂発症の遺伝学的研究』 日本大学松戸歯学部  韓 娟
- 『ミュータンス球菌およびその他の口腔レンサ球菌の小児プラーク中への定着と齲蝕との関連性』 岩手医科大学歯学部  原田 利佳子

### 日本歯科医学教育学会
＜奨励賞＞
- 『Psychological well-being and perceptions of stress amongst Japanese dental student』 岩手医科大学歯学部  杉浦 剛

＜教育システム開発賞＞
- 『コンピュータによる歯科臨床シミュレーション教育システムの開発』  東京医科歯科大学大学院医歯学総合研究科口腔保健学科 木下 淳博

＜教育システム開発賞＞
- 『医歯学シミュレーション教育システムの改良-作成教材のレビューシステムおよびネットワーク対応について-』  東京医科歯科大学大学院医歯学総合研究科歯髄生物学分野 吉岡 隆知

### 社団法人日本口腔インプラント学会
- 『インプラントに近接した根尖病巣の処置と文献的考察』    東京歯科大学 井原 郁夫
- 『三次元X線マイクロフォーカスCTをもちいた骨新生の評価 －9.三次元有限要素法による上顎洞口蓋側骨の力学的検討-』    日本大学歯学部 笹尾道昭

### 日本歯内療法学会
- 『チェアーサイド嫌気培養装置の臨床応用10-難治性根尖性歯周炎と根管内細菌の関連性について-』 紅林デンタルオフィス 院長 紅林 尚樹

## 2005年度

### 特定非営利活動法人日本歯科保存学会
- 『複合ストレス負荷後におけるセルフエッチングプライミング系接着システムの歯頸部歯質に対する接着』日本歯科大学歯学部  鈴木 貴規
- 『IL-6は破骨細胞前駆体に直接作用し、破骨細胞への分化を抑制する』  大阪大学大学院歯学研究科 吉武 史郎
- 『侵襲性歯周炎患者の好中球機能異常に関するプロテオーム解析』    広島大学大学院医歯薬学総合研究科 仁井谷 幸
- 『生活歯漂白処置後に生じる知覚過敏の発生と抑制の機序』  サンメディカル（株）研究部 田中 晴美
- 『難治性根尖性歯周炎から分離される細菌に対する各種根管消毒剤の抗菌効果の検討』  鶴見大学歯学部細菌学教室 加藤 大輔
- 『日本人歯周病患者からの古細菌の検出および同定』  岡山大学大学院医歯学総合研究科 山部 こころ
- 『セラミックインレー修復の長期予後―in vivo 臨床評価とコクラン・システマティックレビューより―』大阪大学大学院歯学研究科 講師 林 美加子
- 『自己複製能と多能性を有する歯髄幹細胞の分取、培養法の開発』  九州大学大学院歯学研究院 友清 淳
- 『エナメル基質タンパクの自家歯牙移植への応用』   徳島大学大学院ヘルスバイオサイエンス研究部 二宮 雅美
- 『う蝕活動性診断を目的とした小型 pH センサーの開発』  東京医科歯科大学大学院医歯学総合研究科 北迫 勇一
- 『歯髄幹細胞を用いたgene therapy 法による象牙質再生』  九州大学大学院歯学研究院 庵原 耕一郎
- 『等温遺伝子増幅法（LAMP法）による歯周病細菌検査の確立』 岡山大学大学院医歯学総合研究科 宮川 淳子

### 日本歯科審美学会
- 『セラモメタルクラウンと歯肉組織の平和共存を目指して』 リープデンタルクリエィティブ アソシエイション 菅原 篤

### 社団法人日本補綴歯科学会
- 『納豆菌より産生されるポリ-y-グルタミン酸の義歯安定剤への応用』 九州歯科大学  有田 正博
- 『Stress Around a Dental Implant in a Model that Simulates Bone to the Trabecular Level』 新潟大学大学院医歯学総合研究科 Stegaroiu Roxana
- 『部分床義歯装着患者の機能回復がQOLに及ぼす影響』 鶴見大学歯学部  東条 敏明
- 『片側性遊離端欠損における部分床義歯の装着が咬みしめ時の下顎変位に及ぼす影響』 東京医科歯科大学大学院医歯学総合研究科 山崎 真由美
- 『高脂血症治療薬simvastatinの局所投与が骨創傷部位へおよぼす影響』 九州大学大学院歯学研究院 安川 英輔
- 『三次元有限要素法によるオーバーデンチャーの応力解析 ―補強構造が顎堤粘膜の応力分布に及ぼす影響―』 大阪大学大学院歯学研究科 権田 知也
- 『隣接面板とレストの配置が義歯床の変位に及ぼす影響』  大阪大学大学院歯学研究科 海野 哲朗
- 『チタン上での骨芽細胞分化過程における MAPK カスケードの関与』  大阪大学大学院歯学研究科 波多 賢二
- 『陽極酸化と水熱処理によりチタン表面に析出したハイドロキシアパタイト結晶の解析』 岩手医科大学歯学部  中里 好宏
- 『歯牙喪失ラットにおけるテタヌス刺激による海馬グルタミン酸変動』 大阪歯科大学 奥田 恵司
- 『口腔立体認知知能と咀嚼能率との関係』大阪大学大学院歯学研究科 雨宮 三起子

### 有限責任中間法人日本歯科麻酔学会
- 『咽頭腔圧変化に同期した上気道開大反射について-陰圧負荷と陽圧負荷の相違-』    大阪歯科大学附属病院 村田 賢司
- 『歯科麻酔業務の医療経済を考える』     東京歯科大学水道橋病院 福田 謙一
- 『Lipopolysaccharide投与後の中枢におけるhome oxygenase－2mRNAの発現について』岡山大学医学部・歯学部附属病院歯科麻酔科

前田 茂
- 『非定型歯痛ならびに非定型顔面痛に対する鍼治療漢方療法、心理療法の併用のついて』 東京医科歯科大学大学院医歯学総合研究科 鈴木 長明

### 有限責任中間法人日本小児歯科学会
- 『成長期ラットの下顎軟骨のGSPEによる骨形成促進』 九州歯科大学大学院歯学研究科 石川まこと
- 『感染性心内膜炎発症に関するStreptococcus mutansの分子生物学的分析』 大阪大学大学院歯学研究科 野村 良太
- 『乳歯の生理的歯根吸収機構』 福岡歯科大学大学院歯学研究科 福島 秀文
- 『Streptococcus mutansの産生する溶菌酵素に関する研究』 広島大学大学院歯学研究科 吉村 剛

### 日本歯科医学教育学会
＜教育システム開発賞＞
- 『新潟大学歯学部における総合模型実習の試み』     新潟大学医歯学総合病院 魚島 勝美

### 社団法人日本口腔インプラント学会
- 『アルギン酸ナトリウムの添加がアパタイトセメントの機械的性質に及ぼす影響』   （社）日本先端技術研究所 田島 伸也
- 『バーアタッチメントの維持力減衰について』   （社）日本先端技術研究所（東京） 山根 進

### 日本歯内療法学会
- 『次亜塩素酸活性水による細菌増殖抑制に関する研究 –残留塩素濃度とpHの関連性-』 東北大学大学院歯学研究科 講師 庄司 茂

## 2004年度

### 特定非営利活動法人日本歯科保存学会
- 『各種接着性レジンの培養ラット歯髄細胞に及ぼす影響 ―第6報 Bis‐GMA系レジンの構成成分の化学的毒性について―』  広島大学大学院医歯薬学総合研究科 冨士谷 盛興
- 『感染根管由来細菌のガッタパーチャポイントに対するバイオフィルム形成能』 大阪大学大学院歯学研究科  野杁 由一郎
- 『歯周組織欠損に対する歯根膜由来細胞シートの応用 in vivo での組織学的評価』東京医科歯科大学大学院医歯学総合研究科  秋月 達也
- 『接着性支台築造を施した根管処置歯の破壊抵抗性』 大阪大学大学院歯学研究科  高橋 豊
- 『象牙質再生療法の開発-CTGF刺激による培養ヒト歯髄細胞のosteonectinの発現に対するアルギン酸ゲルの影響-』 岡山大学大学院医歯学総合研究科  高木 了
- 『歯周炎組織から樹立したT細胞クローンの性状について』   新潟大学大学院医歯学総合研究科  伊藤 晴江
- 『直接法コンポジットレジン修復の長期臨床評価』  東京医科歯科大学大学院医歯学総合研究科 講師 二階堂 徹
- 『脾臓に移植した歯髄組織におけるdentinogenesisの解析』  明海大学歯学部  横瀬 敏志
- 『歯肉繊維芽細胞におけるアデノシンレセプター活性化の制御機構』 大阪大学大学院歯学研究科  橋川 智子
- 『エナメル質改質剤について -ブリーチング処理歯面への応用-』 日本大学松戸歯学部  森 俊幸
- 『難治性根尖性歯周炎症例から分離した細菌の病原酵素産生性』   大阪歯科大学 吉田 匡宏
- 『架橋の異なるアルギン酸移植材の歯周組織再生への影響』   日本歯科大学歯学部  佐藤 聡

### 日本歯科審美学会
- 『歯科診療におけるアロマセラピー導入の試み』  広島大学大学院医歯薬学総合研究科  本山 智得

### 社団法人日本補綴歯科学会
- 『繰り返し荷重によるファイバーポスト併用レジン支台築造の検討』    鶴見大学歯学部  西村 康
- 『骨シンチグラフィーを用いた義歯床下骨組織の代謝回転』     東北大学大学院歯学研究科  横山 政宣
- 『8020高齢者と高齢無歯顎者の嚥下動態の比較』    広島大学大学院医歯薬学総合研究科  吉川 峰加
- 『Prosthodontic Application of Magnetic Attachment Combined with Bar-Joint Structure in Implant

Dentistry』  慶熙大学 Lee Sung-Bok
- 『Observation of Microstructural Changes in the Molar Alveolar Bone of Ovariectomized Monkeys』

新潟大学大学院医歯学総合研究科  Rezwana Binte
- 『二酸化チタン光触媒応用レジンの開発-菌効果について-』     神奈川歯科大学  柴田 武士
- 『岡山大学第二補綴科における顎関節症の初診から終診までの主観的・客観的症状の推移』     岡山大学歯学部附属病院  濵中 麻衣
- 『Deflection Fatigue of Ti-6A1-7Nb Alloy Cast Clasps』 東京医科歯科大学大学院医歯学総合研究科 Mahmoud Ahmad
- 『ファイバーポストを用いた支台築造の応力解析』     大阪大学大学院歯学研究科  大山 龍男
- 『異なった補綴装置を装着した高齢者の口腔内環境に関する縦断研究』     大阪歯科大学  田中 順子
- 『閉塞型睡眠時無呼吸症患者における咬筋筋活動の終夜睡眠ポリグラフによる検討』     日本歯科大学新潟歯学部 猪子 芳美

### 有限責任中間法人日本歯科麻酔学会
- 『リズミカルな咀嚼運動がセロトニン神経による下行性痛覚抑制系に与える影響』    東京医科歯科大学大学院医歯学総合研究科 毛利 右子
- 『ラット末梢神経節細胞のATPによる細胞内カルシウムイオン濃度上昇に対するリドカインの効果』     岩手医科大学歯学部 鍋島 謙一
- 『手術予定患者の精神的ストレス定量化における唾液中クロモグラニンA測定の有用性』 広島大学大学院医歯薬学総合研究科  遠藤 千恵
- 『精神鎮静法が下顎位と顎運動に及ぼす影響』   大阪歯科大学 加藤 裕彦

### 有限責任中間法人日本小児歯科学会
- 『齲蝕感受性に関与する遺伝子の解明』  日本大学大学院松戸歯学研究科  成山 明具美
- 『軟骨内骨化へ及ぼすブドウ種子エキスの影響-下顎頭の力学的解析-』   九州歯科大学大学院歯学研究科  小嶋 一人
- 『基底膜分子を用いた新規エナメル芽細胞培養法の開発』 長崎大学大学院医歯薬学総合研究科  湯浅 健司
- 『細菌感染が骨代謝に与える影響に関する研究』 長崎大学大学院医歯薬学総合研究科  斎藤 幹

### 日本歯科医学教育学会
＜奨励賞＞
- 『平成15年度「客観試験問題ブラッシュアップ」に関するワークショップの概要』    日本歯科大学歯学部附属病院  秋山 仁志

＜教育システム開発賞＞
- 『SGDを取り入れた「情報科学」』 東京歯科大学 河田 英司

## 2003年度

### 特定非営利活動法人日本歯科保存学会
- 『Wet Bonding における Nanoleakage の検討』    北海道大学大学院歯学研究科 橋本 正則
- 『16SrRNA遺伝子解析を用いた難治性根尖性歯周疾患における根尖孔外バイオフィルム構成細菌の同定』 大阪大学大学院歯学研究科 野口展生
- 『マウス歯根膜由来クローン細胞株における表現型の多様性』   大阪大学大学院歯学研究科  寺島 祥充
- 『I級窩洞に応用した各種象牙質接着システムの長期接着耐久性について』    広島大学大学院医歯薬学総合研究科  白井 憲一
- 『ヒト歯髄細胞におけるリン酸カルシウム系骨補填材の生体適合性』     鶴見大学歯学部 長野 孝俊
- 『骨シアロタンパク質の転写に対する腫瘍壊死因子の効果』     日本大学松戸歯学部  佐本 博
- 『アルゴンイオンエッチング後の樹脂含浸層について』     鶴見大学歯学部  秋本 尚武
- 『感染根管治療におけるオゾン水の応用の可能性について』     九州歯科大学  永吉 雅人
- 『バイオフィルム形式におけるPorphyromonas gingivalis のputative glycosyltransferase gene の解析』  大阪大学大学院歯学研究科  成松 雅博
- 『光重合型レンジに関する研究 -とくにワンステップシステム製品の基本的歯質接着性について-』 日本大学歯学部  陸田 明智
- 『垂直性歯根破折に関する基礎的検討』 東京医科歯科大学大学院医歯学総合研究科  興津 茂登子
- 『歯根膜由来線維芽細胞の立体培養』 東北大学大学院歯学研究科 岩松 洋子

### 日本歯科審美学会
- 『口臭原因成分メチルメルカプタンに対する天然物の消臭効果について』  財団法人ライオン歯科衛生研究所 石川 正夫

### 社団法人日本補綴歯科学会
- 『切歯路から側方滑走運動時の作業側下顎頭の運動様相をみる-下顎頭骨変化の有無による検討-』 新潟大学大学院医歯学総合研究科 細貝暁子
- 『咀嚼運動が脳循環系に及ぼす影響』    大阪大学大学院歯学研究科  長谷川 陽子
- 『突然変異型アリカリホスファターゼD289Vの細胞生物学的解析-顎骨組織の石灰化における酵素の重要性-』 新潟大学大学院医歯学総合研究科  石田 陽子
- 『閉塞型睡眠時無呼吸低呼吸症候群に対する下顎前方位型口腔内装置の効果』    日本歯科大学新潟歯学部  猪子 芳美
- 『咬合平面の左右的傾斜と重心動揺の関係』    九州大学大学院歯学研究院  伊山 愼二
- 『平衡側接触が側方限界運動へ及ぼす影響』    徳島大学歯学部 川口 貴穂
- 『咬む力が測定可能な口内描記装置について』     愛知学院大学歯学部 宇佐美 博志
- 『キャスタブルセラミックスにおける静疲労および繰返し疲労の影響について』    東京医科歯科大学大学院医歯学総合研究科 加来 賢
- 『全部床義歯の装着が無歯顎者の身体平衡に及ぼす影響-新義歯装着と歩行安定性-』  東京医科歯科大学大学院歯学総合研究科 藤波 由希子
- 『補助的保持形態が補綴装置の保持力に及ぼす影響-咬合面孔について-』    昭和大学歯学部 清水 太加志
- 『顎骨データを用いた骨粗鬆症診断の可能性に関する基礎的検討』     新潟大学大学院医歯学総合研究科  田中 みか子

### 有限責任中間法人日本歯科麻酔学会
- 『プロポフォール麻酔ラットの高炭酸ガス換気応答に対するピクロトキシンの影響』     日本歯科大学歯学部 髙木 元英
- 『ラット腹腔内マスト細胞におけるMethy1 parabenによる細胞内カルシウム濃度変化』    九州大学大学院歯学研究院  福ヶ迫 早苗
- 『ミダゾラムによる静脈内鎮静法施行中の覚醒刺激がBispectral Indexに及ぼす影響』    北海道大学大学院歯学研究科  詫間 滋
- 『歯科処置後三叉神経知覚障害発症患者への事前説明は適切か -三叉神経知覚障害患者81名の集計から-』 東京歯科大学水道橋病院 福田謙一

### 有限責任中間法人日本小児歯科学会
- 『摂食・嚥下に影響する因子の生理学的研究』     新潟大学大学院医歯学総合研究科 梶井 友佳
- 『成長期ラットの虚弱下顎骨におけるユニカル食事療法の影響に関する実験的研究-骨密度とセファロ分析-』 九州歯科大学大学院歯学研究科 牛島 茂
- 『摂取する食品の“硬さ”が乳歯列期小児の咀嚼筋筋活動に及ぼす影響』     鶴見大学歯学部大学院歯学研究科 城所 寛子
- 『遺伝性エナメル質形成不全症の遺伝子解析及び変異タンパク解析』    北海道大学大学院歯学研究科 貴田 みゆき

### 日本歯科医学教育学会
＜奨励賞＞
- 『歯科医療面接における傾聴技能に関する研究-ビデオ観察による初診患者に対する学生の評価基準-』    日本大学松戸歯学部 伊藤 孝訓

＜教育システム開発賞＞
- 『窩洞形成シミュレーションシステムの開発 -第4報 う蝕情報の追加-』   東京医科歯科大学大学院医歯学総合研究科 助教授 大槻 昌幸

## 2002年度

### 特定非営利活動法人日本歯科保存学会
- 『歯髄細胞を用いたcell therapy 法による象牙質再生』     九州大学大学院歯学研究院  庵原 耕一郎
- 『試作根管形成Hファイルの効果について』    日本大学松戸歯学部 辻本 恭久
- 『Porphyromonas gingivalisによるヒト歯肉上皮細胞活性化におけるToll-like receptorの関与』大阪大学大学院歯学研究科 楠本 豊
- 『ホタテ貝殻の歯科材料への再利用  1.貝殻の構造および成分』    北海道医療大学歯学部 歯科保存学第二講座 島袋 智広
- 『NaCIOの歯髄溶解能について』    鶴見大学歯学部 山口 博康
- 『骨シアロタンパク質の石灰化組織特異的発現機構の検索』     日本大学松戸歯学部  齋藤 綾一朗
- 『脱灰象牙質へのレジンの浸透度と接着強さの関係-走査型顕微鏡とレーザーラマン分光光度計を用いた解析-』 岩手医科大学歯学部 橋本正則
- 『水酸化カルシウムの血管収縮作用-ラット腸間膜を用いた基礎的検討-』    東京医科歯科大学大学院医歯学総合研究科  菊池 和泉
- 『ラット背部へのCO2レーザー照射による上皮の移動抑制効果』     日本大学歯学部  吉沼 直人
- 『フィラー/マトリックス界面における結合強化-第1報 フィラー表面洗浄の効果-』     広島大学歯学部  本山 智得
- 『臨床で使用されたProFileの破折部・伸長部の観察』    日本大学松戸歯学部  三浦 浩
- 『コンピューターグラフィックスを応用した歯周・歯内病態の生物学的な教育』     岡山大学大学院医歯学総合研究科 新井 英雄

### 日本歯科審美学会
- 『インプラント、矯正および審美治療による下顎両側性大臼歯欠損を伴うclass III症例の1例』   諏訪歯科診療所 院長 諏訪 裕彦

### 社団法人日本補綴歯科学会
- 『インプラントのスレッド構造が周囲骨における応力分散に及ぼす効果』   広島大学歯学部 中島  克
- 『チタン上で培養した骨芽細胞の石灰化過程における低分子量プロテオグリカンの発現変化』   福岡歯科大学咬合修復学講座 松浦 尚志
- 『低結晶性アパタイト粉末を用いた増殖因子放出制御』   大阪大学大学院歯学研究科 松本 卓也
- 『自立した高齢者の咀嚼能率と咬合支持、咬合力ならびに唾液分泌との関係』  大阪大学大学院歯学研究科 池邉 一典

## 2001年度

### 特定非営利活動法人日本歯科保存学会
- 『HEMAの象牙質脱灰コラーゲン石灰化に対する影響-象牙質最表層部微細構造の検討-』   北海道医療大学歯学部  講師 斎藤 隆史
- 『エンジン用RTファイルのシステム化』 勝海一郎
- 『LPS刺激時のヒト単球におけるTNF-α新規転写因子の発現制御に関する研究』   岡山大学歯学部 塩見 信行
- 『歯髄創傷治癒過程に生じるアポトーシスへの4-META/MMA-TBBレジンの影響』   九州歯科大学  北村 知昭
- 『マイクロCTを用いた根管の三次元的形態観察、特にNiTi製器具による根管形成について』   東京歯科大学  講師 加藤 広之
- 『カルシウム拮抗剤ニフェジピンは歯肉線維芽細胞のカテプシンL活性を抑制する』   岡山大学歯学部  山田 比佐
- 『喫煙が好中球の機能におよぼす影響(1)』   日本歯科大学歯学部  伊藤 弘
- 『象牙質齲蝕に侵入した細菌種の同定-電顕用樹脂包埋試料から抽出した16SrDNAを用いて-』徳島大学歯学部歯科保存学第一講座  尾崎 和美
- 『垂直性歯根破折歯に対する接着再建・再植法の予後評価』   大阪大学大学院歯学研究科 佐藤 郁子
- 『抗菌性モノマーMDPBを配合した新規接着システム（ABF）に関する研究』 大阪大学大学院歯学研究科口腔感染制御学講座  助教授 今里 聡
- 『MTAによる髄床底穿孔部の処置に関する実験病理学的検討』  東京歯科大学  末原 正崇
- 『ヒト歯根膜組織から単離した新規プロテオグリカン様遺伝子の解析』  大阪大学大学院歯学研究科   山田 聡

### 日本歯科審美学会
- 『審美歯科治療成功へのアプローチ －補綴と咬合－』 ナグモ歯科クワバラクリニック カナレテクニカルセンター  院長 桑原 栄